# Federația Jamaicană de Fotbal
Federația Jamaicană de Fotbal (JFF) este forul ce guvernează fotbalul în Jamaica. Se ocupă de organizarea echipei naționale și a altor competiții fotbalistice din stat, precum Prima Ligă Națională Jamaicană.

## Președinți
1. Ronald Gordon (1965 - 1967)
2. George Abraham (1967 - 1973)
3. B "Tino" Barvier (1973 - 1975)
4. Locksley Comrie (1975 - 1977)
5. Patrick Anderson (1977 - 1979)
6. Lincoln Sutherland (1979 - 1981)
7. Hugh Perry (1981 - 1983)
8. Dr. Winston Dawes (1983 - 1985)
9. Anthony James (1985 - 1992)
10. Heron Dale (1992 - 1994)
11. Captain Horace Burrell (1994 - 2003)
12. Crenston Boxhill (2003 - 2007)
13. Căpitanul Horace Burrell (2007–prezent)